# Maspeth (Queens)
Maspeth es un vecindario del distrito de Queens de la ciudad de Nueva York. Limita al norte con Woodside y Sunnyside, al sur con Ridgewood, al este con Elmhurst y al oeste con East Williamsburg.
Maspeth se encuentra en el Distrito Comunitario 5 de Queens, mientras que su código postal es 11378. Está patrullada por la 104.ª comisaría de la policía de Nueva York.

## Historia
El vecindario fue dado su nombre debido a laos Mespeatches, una tribu de nativos americanos que habitaban en esa zona. Según William Wallace Tooker, el nombre significa «un río de marea desbordante».

## Demografía
Según los datos del censo de Estados Unidos de 2010, la población de Maspeth era de 30 516 personas. Tiene una superficie de 331.21 hectáreas (3.31 km²) y una densidad de 37.3 habitantes por acre (23 900 por milla cuadrada; 9200 por km²).
Las razas de los habitantes del barrio era el 59.2% (18 080) blancos, el 27% (8115) era hispano o latino, el 0.8% (253) afroamericano, el 0.0% (0) nativo americano, el 12% (3676) era asiático, el 1.2% (360) de otras razas.
En 2022, el ingreso familiar per cápita era de USD 86 150. En 2018, según una estimación según un informe del Departamento de Salud e Higiene Mental de la Ciudad de Nueva York, la población tenía una expectación de vida mediana de 81.4 años.

## Policía y criminalidad
Whitestone está patrullada por la 104.ª comisaría del NYPD. La 104.ª comisaría obtuvo el vigésimo primer lugar de 69 áreas patrulladas más seguras por delitos per-cápita en el año 2010. En 2018, obtuvo una tasa de asalto no fatal de 19 por 100 000 personas, mientras que la tasa de encarcelamiento es de 235 por 100 000 personas siendo más bajas comparadas con otras ciudades.
Según un informe de 2018, la tasa de criminalidad en Maspeth con respecto al año 1990 ha bajado en un 87.4%. En 2018, en el distrito sólo se informaron 2 asesinatos, 17 violaciones, 168 agresiones graves, 531 robos con intimidación, 140 robos y 123 robos de automóviles.